# Опсада Цариграда (1394—1402)
Опсада Цариграда од 1394. до 1402. била је дуга блокада пријестонице Византије коју је спроводио османски султан Бајазит I. Већ 1391. брза османска освајања на Балкану одсјекла су град од залеђа. Након што је изградио утврђење Анадолијски хисар ради контроле Босфорског мореуза, Бајазит је од 1394. покушавао да прекидом дотока намирницу покори град тако што га је блокирао и копном и, али мање дјелотворно, морем.
Покренут је Никопољски крсташки поход како би се град растеретио, али су Османлије однијеле убједљиви побједу. Француске експедиционе снаге на челу са маршалом Жаном Бусиком стигле су 1399, али нису имале много успјеха. Стање је постало толико страшно да је децембра 1399, византијски цар Манојло II Палеолог напустио град како би обишао западноевропске дворове у очајничком покушају да обезбиједи војну помоћ. Цар је дочекан са почастима, али није обезбиједио дефинитивну подршку. Цариград је спашен када је Бајазит морао да се суочи са Тамерлановом инвазијом 1402. године. Бајазитов пораз у бици код Ангоре 1402. и османски грађански рат који је услиједио, чак су омогућили Византинцима да поврате неке изгубљене територије Галипољским миром.